# Linia A (Metroul din Praga)
Linia A (Linka A în cehă) este o magistrală a Metroului din Praga. Din punct de vedere cronologic, este a doua linie din sistem, deschisă în 1978 și extinsă în anii 1980. În prezet, linia A are 13 stații și 11 km de șine.

## Istorie
Construcția primului tronson a început în 1973, primul tronson fiind finalizat în 1978.
| Tronson | Stații                  | Data deschiderii   | Lungime |
| ------- | ----------------------- | ------------------ | ------- |
| I.A     | Dejvická-Náměstí Míru   | 12 august, 1978    | 4,7 km  |
| II.A    | Náměstí Míru-Želivského | 19 decembrie, 1980 | 2,7 km  |
| III.A/1 | Želivského-Strašnická   | 11 noiembrie, 1987 | 1,2 km  |
| III.A/2 | Strašnická-Skalka       | 4 noiembrie, 1990  | 1,3 km  |
|         | Skalka-Depo Hostivař    | 26 mai, 2006       | 1,0 km  |
| Total:  | 13 stații               |                    | 11,0 km |

## Viitor
Există planuri pentru diverse extensii a liniei A. Spre vest, se consideră un tronson de la Dejvická, actualul cap de linie, spre Petřiny, Motol și Zličín (capătul liniei B), sau spre Aeroportul Internațional Ruzyně. Spre est, se consideră construirea unei ramuri de la Strašnická spre Gara Hostivař.